# 圣艾蒂安德瓦卢
圣艾蒂安德瓦卢（法語：Saint-Étienne-de-Valoux，發音：[sɛ̃t‿etjɛn də valu]）是法国阿尔代什省的一个市镇，位于该省北部，属于罗讷河畔图尔农区。

## 地理
圣艾蒂安德瓦卢（45°14'49"N, 4°46'56"E）面积2.36 平方千米，位于法国奥弗涅-罗讷-阿尔卑斯大区阿尔代什省，该省份为法国东南部内陆省份，北起顺时针与卢瓦尔省、伊泽尔省、德龙省、沃克吕兹省、加尔省、洛泽尔省和上盧瓦爾省接壤。
与圣艾蒂安德瓦卢接壤的市镇（或旧市镇、城区）包括：昂当斯、圣西尔、圣代西拉、塔朗雪、托朗克。
圣艾蒂安德瓦卢的时区为UTC+01:00、UTC+02:00（夏令时）。

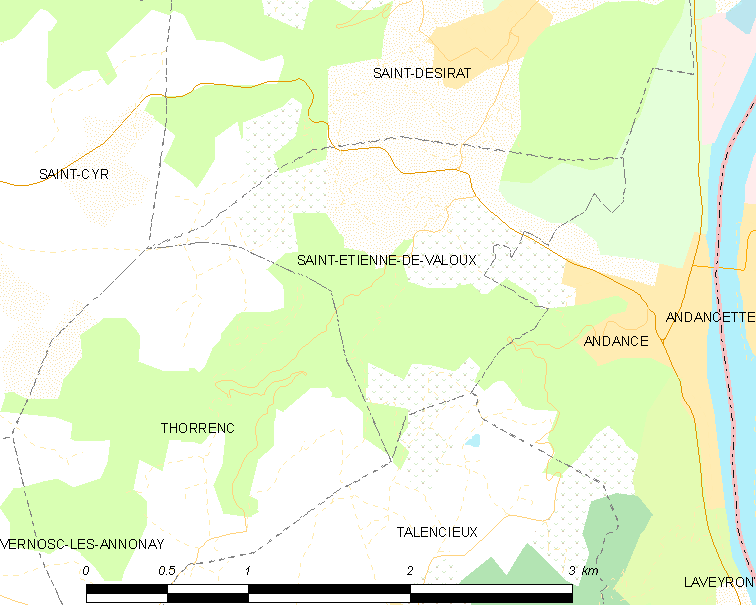
圣艾蒂安德瓦卢的OSM定位图

## 行政
圣艾蒂安德瓦卢的邮政编码为07340，INSEE市镇编码为07234。

## 政治
圣艾蒂安德瓦卢所属的省级选区为萨拉县。

## 人口

1962-2008年间圣艾蒂安德瓦卢人口变化图示

圣艾蒂安德瓦卢于2022年1月1日时的人口数量为274人。